# John Mayock
John Paul Mayock (* 26. Oktober 1970 in Barnsley) ist ein ehemaliger britischer Mittel- und Langstreckenläufer.

## Leben
Zwischen 1992 und 2005 gewann Mayock im 3000-Meter-Lauf fünf Medaillen bei Leichtathletik-Halleneuropameisterschaften. Neben seinem Sieg 1998 in Valencia wurde er jeweils zweimal Zweiter und Dritter. Bei Leichtathletik-Hallenweltmeisterschaften nahm er auf dieser Distanz zwischen 1993 und 2003 an fünf Finalläufen teil und erzielte dabei 2001 mit dem vierten Rang seine beste Platzierung. Mayock lief die 3000 Meter in der Halle während seiner Karriere insgesamt dreißigmal unter acht Minuten, häufiger als jeder andere Athlet.
Im 1500-Meter-Lauf errang er für England startend bei den Commonwealth Games 1994 in Victoria die Bronzemedaille und 1998 in Kuala Lumpur die Silbermedaille. Bei den Commonwealth Games 2002 in Manchester belegte er im 5000-Meter-Lauf den vierten Rang.
Dreimal startete Mayock bei Olympischen Spielen. Über 1500 Meter wurde er 1996 in Atlanta Elfter und 2000 in Sydney Neunter. 2004 in Athen trat er im 5000-Meter-Lauf an, konnte sich jedoch nicht für das Finale qualifizieren. Bei seinen vier Teilnahmen an Leichtathletik-Weltmeisterschaften erreichte er nur 1997 in Athen das Finale des 1500-Meter-Laufs und belegte dort den neunten Platz.
2005 versuchte sich Mayock mit mäßigem Erfolg an Straßenläufen. In diesem Jahr wurde er beim Great South Run Achter und beim Great North Run Sechster. Beim New-York-City-Marathon gab er das Rennen vorzeitig auf.
John Mayock ist 1,80 m groß und hatte ein Wettkampfgewicht von 65 kg.

## Bestleistungen
- 1500 m: 3:31,86 min, 22. August 1997, Brüssel
  - Halle: 3:36,25 min, 18. Februar 2001, Birmingham
- 3000 m: 7:47,28 min, 23. Juli 1995, Sheffield
  - Halle: 7:41,09 min (ehemaliger britischer Rekord), 6. Februar 2002, Stockholm
- 5000 m: 13:19,43 min, 31. Juli 2002, Manchester